# 동경 135도

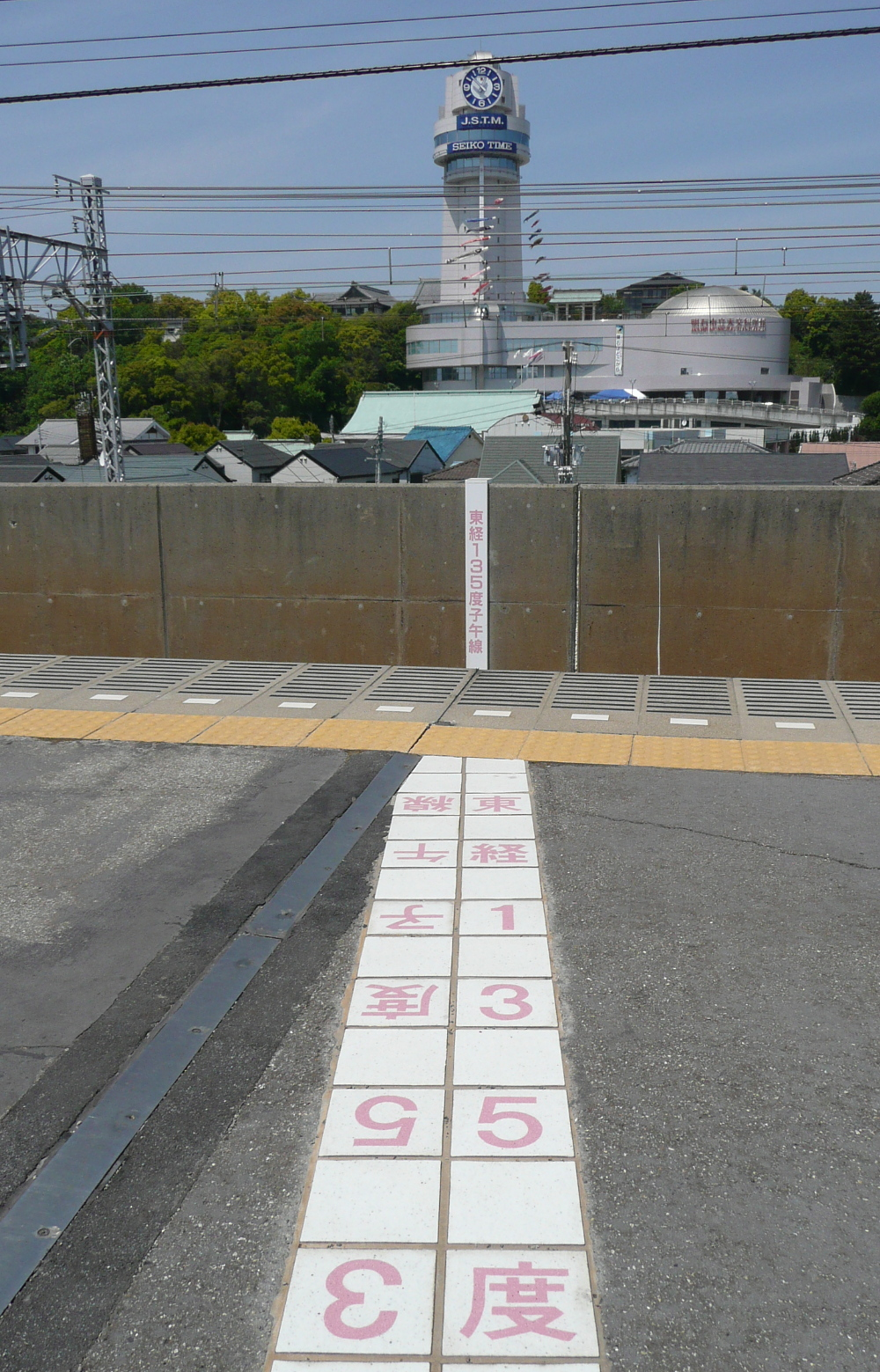

동경 135도(東經百三十五度)는 본초 자오선에서 동쪽으로 135도 떨어진 경선이다. 북극점에서 시작하여 북극해와 아시아, 태평양, 오스트랄라시아, 인도양, 남극해를 거쳐 남극점에 이른다. UTC+09:00의 기준이 되는 경선이기도 하다.
북극점에서 남극점까지 동경 135도선은 다음 지역을 지나간다.
| 좌표                                                    | 나라, 지역, 해역 | 주석                                                                            |
| ------------------------------------------------------- | ---------------- | ------------------------------------------------------------------------------- |
| 북위 90° 0′ 동경 135° 0′  / 북위 90.000° 동경 135.000°  | 북극해           |                                                                                 |
| 북위 76° 40′ 동경 135° 0′  / 북위 76.667° 동경 135.000° | 랍테프해         |                                                                                 |
| 북위 71° 30′ 동경 135° 0′  / 북위 71.500° 동경 135.000° | 러시아           | 하바롭스크 바로 서쪽을 지난다.                                                  |
| 북위 43° 27′ 동경 135° 0′  / 북위 43.450° 동경 135.000° | 동해             |                                                                                 |
| 북위 35° 41′ 동경 135° 0′  / 북위 35.683° 동경 135.000° | 일본             | 혼슈섬(교토부, 효고현, 교토부, 효고현, 아와지섬, 효고 현)                       |
| 북위 34° 33′ 동경 135° 0′  / 북위 34.550° 동경 135.000° | 오사카만         |                                                                                 |
| 북위 34° 17′ 동경 135° 0′  / 북위 34.283° 동경 135.000° | 태평양           | 인도네시아의 눔포르섬 바로 동쪽을 지난다. 인도네시아의 눔섬 바로 서쪽을 지난다. |
| 남위 3° 19′ 동경 135° 0′  / 남위 3.317° 동경 135.000°   | 인도네시아       | 뉴기니섬                                                                        |
| 남위 4° 20′ 동경 135° 0′  / 남위 4.333° 동경 135.000°   | 아라푸라해       | 인도네시아 아루 제도 바로 동쪽을 지난다.                                        |
| 남위 12° 13′ 동경 135° 0′  / 남위 12.217° 동경 135.000° | 오스트레일리아   | 노던 준주 사우스오스트레일리아주                                                |
| 남위 33° 44′ 동경 135° 0′  / 남위 33.733° 동경 135.000° | 인도양           | 오스트레일리아 정부는 이 해역도 남극해로 취급한다.                              |
| 남위 66° 0′ 동경 135° 0′  / 남위 66.000° 동경 135.000°  | 남극해           |                                                                                 |
| 남위 65° 21′ 동경 135° 0′  / 남위 65.350° 동경 135.000° | 남극             | 오스트레일리아령 남극 지역, 오스트레일리아가 영유권을 주장하고 있다.            |

## 같이 보기
- 동경 134도
- 동경 136도